# Rafael Medina
Pour les articles homonymes, voir Medina.
Medina  Freytez est un nom espagnol. Le premier nom de famille, en général paternel, est Medina ; le second, en général maternel, souvent omis, est Freytez.
Rafael Eduardo Medina Freytez (né le 17 juillet 1994) est un coureur cycliste vénézuélien. Il a notamment remporté une étape du Tour du Venezuela en 2017.

## Palmarès
- 2017
  - 8e étape du Tour du Venezuela
  - 2e du championnat du Venezuela sur route
- 2018
  - 3e du Tour du Táchira

## Classements mondiaux
| Année            | 2017 | 2018 | 2019 |
| ---------------- | ---- | ---- | ---- |
| UCI America Tour | 69e  | 92e  | 343e |